# Dasysyrphus amalopis
Dasysyrphus amalopis är en tvåvingeart som först beskrevs av Osten Sacken 1875.  Dasysyrphus amalopis ingår i släktet skogsblomflugor, och familjen blomflugor. Inga underarter finns listade i Catalogue of Life.